# ديتر مان
ديتر مان (20 يونيو 1941 - 3 فبراير 2022)، هو ممثل أفلام وأستاذ جامعي ألماني. ولد في برلين.

## جوائز
حصل على جوائز منها:
- الجائزة الوطنية لجمهورية ألمانيا الديمقراطية.

## روابط خارجية
- ديتر مان على موقع IMDb (الإنجليزية)
- ديتر مان على موقع مونزينجر (الألمانية)
- ديتر مان على موقع ألو سيني (الفرنسية)
- ديتر مان على موقع ميوزك برينز (الإنجليزية)
- ديتر مان على موقع أول موفي (الإنجليزية)
- ديتر مان على موقع قاعدة بيانات الأفلام السويدية (السويدية)
- ديتر مان على موقع ديسكوغز (الإنجليزية)
- ديتر مان على موقع قاعدة بيانات الفيلم (الإنجليزية)
- ديتر مان على موقع كينوبويسك (الروسية)